# Ultima ratio
Ultima ratio (от лат. ultimus — «последний», «наиболее удалённый», «крайний» и лат. ratio — «разум», «приём», «метод») — латинское высказывание, традиционно переводящееся на русский язык как последний довод. Обозначает последний метод решения проблемы, последнее средство или выход при конфликте интересов, когда все остальные, более разумные с этической точки зрения, методы решения были использованы без получения удовлетворительных результатов.
Часто данным термином обосновываются военные действия, если все предыдущие попытки решения конфликта не дали результатов.
Сам термин Ultima ratio впервые был широко использован в Тридцатилетней войне, когда кардинал Ришельё приказал отлить на стволах пушек слова Ultima ratio regum (с лат. — «последний довод королей»). При этом имелось в виду не крайнее средство решения проблемы, а решающее слово короля, которое должно окончательно решить конфликт. В это же время Педро Кальдерон в своей драме «В этой жизни всё и истина и ложь» писал, что порох и свинец — последний довод (исп. ultima razon) королей. С 1742 года по приказу короля Пруссии Фридриха II на все пушки его армии наносилась надпись Ultima ratio regis (с лат. — «последний довод короля»).

## Ultima ratio в уголовном праве
В большинстве демократических[уточнить] государств к уголовному праву применяется принцип ultima ratio. Законы уголовного права должны быть последним средством воздействия государства на нарушителя, когда все остальные средства гражданского и административного права исчерпаны или их применение считается безнадёжным. Принцип ultima ratio можно рассматривать как выражение принципа пропорциональности, в соответствии с которым следует использовать самое мягкое из всех подходящих средств.

## Отражение в культуре
- PGM Ultima Ratio — французская снайперская винтовка, производящаяся оружейной компанией PGM Précision.
- Mors Ultima Ratio (в переводе с лат. — «Смерть есть последний довод всему») — дебютный студийный альбом советской группы Katedra (1990).
- «Последний довод королей» — четырёхсерийный телевизионный фильм, снятый в СССР режиссёром Виктором Кисиным по роману Флетчера Нибела и Чарльза Бейли «Семь дней в мае» (англ.)рус. (1962).
- Последний довод королей (англ. Last Argument of Kings) — название третьей книги фэнтезийной серии «Первый Закон» британского писателя Джо Аберкромби.
- Игра Казаки: Последний Довод Королей — аддон к игре «Казаки: Европейские войны», выпущенная теми же разработчиками в 2001 году.